# Anna av Oldenburg
Anna av Oldenburg (tyska: Anna von Oldenburg), född 14 november 1501 i Oldenburg i grevskapet Oldenburg, död 24 september 1575 i Emden i Ostfriesland, var grevinna av Ostfriesland genom sitt äktenskap med greve Enno II. Hon var regent i Ostfriesland som förmyndare för sina samregerande söner, Edzard II och Johan II, från 1540 till 1561.

## Biografi
Anna av Oldenburg var dotter till greve Johan V och Anna av Anhalt-Zerbst. Hon gifte sig med Enno II år 1530.
Vid Enno II:s död 1540 blev hon Ostfrieslands regent som förmyndare för sin omyndige son Edzard II. Anna reformerade rättsväsendet och styrelseskicket. Hon grundade 1545 en polismyndighet och utövade religiös tolerans. 1556–1562 hanterade hon framgångsrikt den väpnade konflikten med Harlingerland. 
År 1558 ändrade hon successionen och styrelseskicket i Ostfriesland genom att avskaffa förstfödslorätten och införa en samregering mellan Edzard och hennes yngre son Johan II, för vilkens skull hon kunde förlänga sin mandatperiod som förmyndarregent. Orsaken var hennes oro över att Edzards giftermål med Katarina Gustavsdotter Vasa, som genomfördes 1559, kunde leda till att Ostfriesland dominerades av Sverige.